# Umpuririvier
De Umpuririvier (Zweeds: Umpurijoki) is een rivier die stroomt in de Zweedse  gemeente Kiruna. De Umpuririvier is een rivier die begint in het moerasgebied Umpurivuoma van circa 16 km². De rivier brengt het water naar en uit het kleine open meer dat in het moeras ligt. De rivier stroomt naar het zuidoosten en is circa 5 kilometer lang.
Afwatering: Umpuririvier → Lainiorivier → Torne → Botnische Golf